# アサバ
アサバ（イボ語: Àhàbà, 英語: Asaba）はナイジェリア南東部のデルタ州の州都。
ニジェール川西岸の河港都市である。
2006年の人口は約15万人。

## 歴史
1884年に設置された。
1886年、南ナイジェリア保護国の首都になった。
王立ニジェール会社が置かれた。
1900年、王立ニジェール会社が廃止された。
1967年10月7日、ビアフラ戦争の中で、アサバの虐殺が発生した。
700人以上のイボ人が殺害された。